# La Brède
 La Brède  (en occitano La Breda) es una población y comuna francesa, situada en la región de Nueva Aquitania, departamento de Gironda, en el distrito de Burdeos y cantón de La Brède.

## Demografía
| 1297 | 1448 | 1769 | 2281 | 2846 | 3128 |
| Para los censos de 1962 a 1999 la población legal corresponde a la población sin duplicidades (Fuente: INSEE [Consultar]) |      |      |      |      |      |

Está hermanada con Viana (España)